# Pycnophyes frequens
Pycnophyes frequens är en djurart som tillhör fylumet pansarmaskar, och som beskrevs av Blake 1930. Pycnophyes frequens ingår i släktet Pycnophyes och familjen Pycnophyidae. Inga underarter finns listade i Catalogue of Life.